# Східний Лотіан
Схі́дний Ло́тіан (англ. East Lothian) — область у складі Шотландії. Розташована на сході країни. Адміністративний центр — Гаддінгтон. Була частиною історичної області Лотіан.

## Найбільші міста
Міста з населенням понад 5 тисяч осіб:
| № | Місто       | Населення, осіб (2006) |
| - | ----------- | ---------------------- |
| 1 | Масселбург  | 21 840                 |
| 2 | Транент     | 9 440                  |
| 3 | Гаддінгтон  | 8 600                  |
| 4 | Данбар      | 7 700                  |
| 5 | Престонпенс | 7 310                  |
| 6 | Норт-Бервік | 6 430                  |
| 7 | Кокензі     | 5 750                  |